# 16132 Angelakim
16132 Angelakim este un asteroid din centura principală de asteroizi.

## Descriere
16132 Angelakim este un asteroid din centura principală de asteroizi. A fost descoperit pe 7 decembrie 1999 la Socorro, New Mexico, în cadrul proiectului LINEAR. Asteroidul prezintă o orbită caracterizată de o semiaxă mare de 2,43 ua, o excentricitate de 0,14 și o înclinație de 1,7° în raport cu ecliptica.